# 후안 카를로스 가리도
후안 카를로스 가리도 페르난데스(스페인어: Juan Carlos Garrido Fernández, 1969년 3월 29일, 발렌시아주 발렌시아 ~)는 스페인의 축구 감독이다.
그는 라 리가의 비야레알과 베티스를 거쳐 중동의 여러 구단을 전전하며 지도했고, 알 아흘리와 라자 소속으로는 아프리카 컨페더레이션컵 우승을 거두었다.

## 감독 경력

### 비야레알
가리도는 발렌시아 출신으로, 불과 24세에 감독일을 시작했는데, 처음 지도한 구단은 아마추어 무대의 엘 푸이그였다. 1998-99 시즌, 그는 테르세라 디비시온의 온다 감독을 역임했는데, 이 구단은 향후 그가 중년 시절 대부분 기간동안 밀접하게 활동할 비야레알의 위성 구단이었다.
2003년, 가리도는 4부 리그로 승격 후 비야레알에서 독립한 온다를 떠나 비야레알 2군 감독이 되었고, 2004년에 같은 리그에 속한 이 구단을 다시 지도했다. 2004년 10월, 그는 호세 델 솔라르 감독의 후임으로 다시 2군 감독이 되었고, 리그를 5위로 마친 후, 간신히 승격을 놓쳤다.
2005년 5월에 루이스 가르시아가 감독으로 취임하면서, 가리도는 다시 최전선에서 물러났다. 2008년 1월 18일, 그는 후안 카를로스 올리바 감독의 경질로 공석이 된 비야레알 2군 감독으로 다시 취임했고, 세군다 디비시온 B에서 11위의 성적을 냈고, 이듬해에는 세군다 디비시온 승격을 이룩했다.
2010년 2월 1일, 가리도는 에르네스토 발베르데가 오사수나와의 안방 경기에서 0-2로 패하면서 경질되자 후임 1군 감독으로 지휘봉을 잡았다. 4월 26일, 라 리가 시즌 종료 전, 그는 2011년 6월까지 유효한 연장 계약서에 서명했다. 비야레알은 리그를 7위로 마쳤지만, 유럽 축구 연맹이 마요르카가 재정적 문제로 유로파리그 참가가 불가능하다는 통보를 하면서 발렌시아 연고 구단이 대회 참가 자격을 손에 넣었다.
가리도는 첫 온전한 시즌에 리그 4위의 성적을 내어 이듬해 챔피언스리그 진출권을 손에 넣었다. 같은 시즌에 비야레알은 유로파리그 준결승전까지 순항했지만, 나중에 우승을 차지하는 포르투에 무릎을 꿇었다.
그러나, 가리도의 비야레알은 2011-12 시즌에 챔피언스리그에서 승점을 1점도 수확하지 못하였고, 리그에서는 강등권 바로 위에 허덕였다. 2011년 12월 21일, 미란데스와의 32강 안방 경기에서 0-2로 패하면서(합계 1-3으로 탈락), 그는 해임되었다.

### 클뤼프 브뤼허와 베티스
2012년 11월 15일, 가리도는 조르주 레이컨스 감독의 경질로 공석이 된 클뤼프 브뤼허의 감독이 되었다. 그러나, 그는 이듬해 9월에 해임되었고, 2달 후에는 페페 멜 감독을 경질한 베티스의 후임 감독으로 취임했다. 2014년 1월 19일, 9번의 공식 경기에서 불과 1승을 거두는 데에 그치면서, 그는 경질되었는데, 그 전까지 막판에 3경기를 연속으로 패하였고, 레알 마드리드와의 안방 리그 경기에서 0-5로 완패하며 안달루시아 연고 구단은 리그 꼴찌로 내려앉았다.

### 아프리카와 아랍 무대
2014년 7월 8일, 가리도는 이집트 프리미어리그의 알 아흘리 감독이 되었다. 그달 말, 그는 아프리카 컨페더레이션컵 결승전에서 세웨를 1-0으로 이기고 정상에 올려놓았고, 이집트 슈퍼컵도 우승했지만 2015년 5월 3일에 경질되었다.
2016년 11월 6일, 가리도는 사우디 프로페셔널리그의 이티파크와 7개월 계약을 체결하고 감독이 되었으며, 성적과 선수단의 성과에 따라 1년 계약을 연장할 권한도 얻었다. 그는 이듬해 2월에 22경기를 치르고 8위로 처지면서 해임되었다.
가리도는 다시 국경 너머 다른 구단 감독으로 취임했는데, 그는 2017년 6월에 모로코의 라자 감독으로 취임했다. 그가 처음으로 지휘한 경기는 9월 10일, 1-1로 비긴 올랭피크 쿠리브가와의 경기였다. 11월 18일, 그는 디파 하사니와의 쿠프 드 트론 경기에서 승부차기 끝에 승리하여 우승을 거두었고, 이듬해에는 컨페더레이션컵 결승에서 콩고 민주 공화국의 비타 클뢰브를 합계 4-3으로 따돌리고 정상에 올랐다.
가리도 감독은 라자에서 해임된 후 1달 만에, 조란 마미치 감독을 경질한 UAE 프로리그의 알 아인 감독이 되어 시즌 남은 기간 동안 구단을 지휘했다. 시즌 종료 후, 그의 후임으로 또다른 크로아티아인 이반 레코가 취임했다.
2019년 10월 21일, 가리도는 튀니지의 에투알 뒤 사엘과 2021년 6월까지 유효한 계약을 체결했다. 그러나, 3달도 지나지 않아 그는 성적 부진으로 해임되었다.
2020년 2월 25일, 가리도는 카사블랑카에 복귀해 라자의 숙적 위다드의 일원이 되었다. 그는 아프리카 챔피언스리그 준결승 진출 성과에도 불구하고 국내 리그에서 라자에 승점 4점차로 끌려가면서 9월에 해임되었다.

### 카스테욘
가리도는 2021년 1월 12일에 2부 리그의 카스테욘 감독으로 취임하면서 거의 7년 만에 스페인 무대에 복귀했다. 그는 5월 21일, 소속 구단이 2경기를 남겨놓고 강등권에 처지면서 해임되었다.

## 감독 통계
2021년 5월 20일 기준
| 구단           | 국적           | 취임             | 해임             | 기록 | 기록 | 기록 | 기록 | 기록  |
| 구단           | 국적           | 취임             | 해임             | 전   | 승   | 무   | 패   | 율 %  |
| -------------- | -------------- | ---------------- | ---------------- | ---- | ---- | ---- | ---- | ----- |
| 엘 푸이그      | 스페인         | 1993년 6월 10일  | 1998년 6월 30일  | 188  | 75   | 45   | 68   | 39.89 |
| 온다           | 스페인         | 1998년 6월 30일  | 1999년 5월 25일  | 38   | 15   | 8    | 15   | 39.47 |
| 비야레알 B     | 스페인         | 2003년 1월 21일  | 2003년 6월 28일  | 19   | 17   | 2    | 0    | 89.47 |
| 비야레알 B     | 스페인         | 2004년 2월 22일  | 2004년 6월 30일  | 18   | 9    | 5    | 4    | 50.00 |
| 비야레알 B     | 스페인         | 2004년 10월 5일  | 2005년 5월 30일  | 32   | 15   | 12   | 5    | 46.88 |
| 비야레알 B     | 스페인         | 2008년 1월 18일  | 2010년 1월 31일  | 84   | 43   | 17   | 24   | 51.19 |
| 비야레알       | 스페인         | 2010년 1월 31일  | 2011년 12월 21일 | 106  | 45   | 23   | 38   | 42.45 |
| 클뤼프 브뤼허  | 벨기에         | 2012년 11월 15일 | 2013년 9월 19일  | 37   | 20   | 9    | 8    | 54.05 |
| 베티스         | 스페인         | 2013년 12월 2일  | 2014년 1월 19일  | 10   | 2    | 3    | 5    | 20.00 |
| 알 아흘리      | 이집트         | 2014년 7월 8일   | 2015년 5월 4일   | 40   | 22   | 10   | 8    | 55.00 |
| 이티파크       | 사우디아라비아 | 2016년 11월 6일  | 2017년 2월 18일  | 12   | 3    | 3    | 6    | 25.00 |
| 라자           | 모로코         | 2017년 6월 20일  | 2019년 1월 28일  | 81   | 39   | 28   | 14   | 48.15 |
| 알 아인        | 아랍에미리트   | 2019년 2월 18일  | 2019년 6월 2일   | 17   | 4    | 4    | 9    | 23.53 |
| 에투알 뒤 사엘 | 튀니지         | 2019년 11월 18일 | 2020년 2월 8일   | 13   | 5    | 3    | 5    | 38.46 |
| 위다드         | 모로코         | 2020년 2월 25일  | 2020년 9월 10일  | 7    | 3    | 2    | 2    | 42.86 |
| 카스테욘       | 스페인         | 2021년 1월 13일  | 2021년 5월 21일  | 19   | 6    | 4    | 9    | 31.58 |
| 합계           | 합계           | 합계             | 합계             | 721  | 323  | 178  | 220  | 44.80 |

## 수상
알 아흘리
- 이집트 슈퍼컵: 2014
- 아프리카 컨페더레이션컵: 2014

라자
- 쿠프 뒤 트론: 2017
- 아프리카 컨페더레이션컵: 2018